# Shermans march mod havet
Shermans march mod havet er det navn, man normalt bruger om Savannahkampagnen, som blev gennemført i den sidste del af 1864 af generalmajor William Tecumseh Sherman og hans unionshær under den amerikanske borgerkrig. Kampagnen startede da Shermans tropper forlod den erobrede by Atlanta den 15. november og sluttede med erobringen af havnen i Savannah den 22. december.

## Baggrund
Shermans march mod havet fulgte efter hans vellykkede Atlanta kampagne fra maj til september 1864. Han og den øverstkommanderende for unionens tropper, generalløjtnant Ulysses S. Grant var af den opfattelse, at borgerkrigen først ville slutte, når Konføderationens strategiske, økonomiske og psykologiske vilje til at føre krig var afgørende knækket. Sherman anvendte derfor principperne i Den brændte jords taktik og gav sine soldater ordre til at afbrænde afgrøder, dræbe kvæget, forbruge forsyninger og ødelægge den civile infrastruktur, der hvor de kom frem. Denne politik betragtes ofte som en del af strategien bag total krig. Det netop overståede præsidentvalg, hvor præsident Abraham Lincoln var blevet genvalgt, betød, at der på kort sigt ikke ville komme et politisk pres for at holde igen på denne form for krigsførelse.
Et andet mål med felttoget var af mere almindelig karakter. Grants hære i Virginia var fortsat i et dødvande mod Robert E. Lees hær, som var under belejring i Petersburg. Ved at foretage operationer i Lees bagområder i form af en enorm omgående bevægelse kunne Sherman muligvis øge presset på Lee og give Grant mulighed for et gennembrud, eller i det mindste forhindre at der kom forstærkninger til Lee i Virginia.
Felttoget var skåret over samme læst som Grants nyskabende og vellykkede Vicksburg kampagne, idet Shermans hære opgav at have normale forsyningslinjer og skulle "leve af landet", når deres 20 dages rationer var spist. Fouragerer, kaldet "bummers", skulle sørge for hærens forsyninger, der blev konfiskeret på lokale farme, mens andre havde travlt med at ødelægge jernbaner, fabrikker og landbrugets infrastruktur i staten. De bøjede og knækkede jernbaneskinner, som tropperne varmede over bål og bøjede rundt om træstammer. Det kaldte man for "Sherman slips". Da hæren ville være ude af kontakt med Nordstaterne under kampagnen, gav Sherman præcise ordrer om, hvordan kampagnen skulle gennemføres:
| „ | ... IV. Hæren fouragerer i vidt omfang i området under marchen. Til det formål organiserer hver brigadeleder en god og tilstrækkelig fourageringsgruppe under ledelse af en eller flere diskrete officerer, som indsamler, nær den rute som gennemrejses, majs og foder af enhver slags, kød af alle slags, grønsager, majsmel eller hvad styrken ellers behøver med det mål altid at have mindst 10 dages forsyninger i vognene og tre dages foder. Soldaterne må ikke trænge ind i beboernes huse eller ejendom, men under rast eller i lejr må det være dem tilladt at samle roer, kartofler og andre grønsager og at indsamle forsyninger til lejren. Fourageringsgrupperne har til opgave at indsamle forsyninger og foder i vilkårlig afstand fra den rute, som følges. V. Det er kun overladt til korpschefer at tage beslutning om ødelæggelse af møller, huse, bomuldskarter, etc. og for dem gælder dette generelle princip: I områder, hvor hæren ikke bliver udsat for angreb, skal der ikke foregå denne form for ødelæggelse af ejendom; men hvis guerillaer og overfaldsmænd generer vores fremmarch, eller hvis de lokale indbyggere afbrænder broer, spærrer veje eller på anden måde udviser lokal fjendtlighed, så bør hærcheferne give ordre til og gennemføre en ødelæggelse, som står i forhold til modstanden. VI. Hvad angår heste, muldyr, vogne osv. som tilhører indbyggerne, kan kavaleriet og artilleriet frit rekvirere dem uden begrænsning, idet der dog skelnes mellem de rige, som i reglen er fjendtlige, og de fattige eller flittige som i reglen er neutrale eller venlige. Fourageringsgrupper kan også tage muldyr eller heste som erstatning for overtrætte dyr i deres træn eller som pakdyr for regimenter og brigader. Ved al fouragering, uanset formål, skal fourageringsgrupperne afholde sig fra at bruge skældsord og trusler, og kan, når den kommanderende officer anser det for rigtigt, give skrevne bekræftelser på fakta, men ingen kvitteringer, og de skal sørge for, at hver familie efterlades med rimelig andel til deres fortsatte ophold. VII. Negre, som er raske og kan være til gavn for kolonnerne, kan tages med, men hver hærfører skal huske på, at spørgsmålet om forsyninger er meget vigtigt,, og at hans primære opgave er at sørge for dem, som bærer våben. ... | “ |
|   | — William T. Sherman , Military Division of the Mississippi Special Field Order 120, 9. november 1864. |   |

## Modstående styrker
Sherman, som var leder af militærområdet Mississippi, indsatte ikke hele sin armégruppe i felttoget. Den konfødererede generalløjtnant John Bell Hood var en trussel mod Shermans forsyningslinje fra Chattanooga i Tennesee, og Sherman afsendte to hære under generalmajor George H. Thomas til at tage sig af Hood i Franklin-Nashville kampagnen. I Savannah kampagnen blev Shermans resterende styrke på 62.000 mand (55. infanterister, 5000 kavalerister og 2.000 artillerister med 64 kanoner) delt i to marchkolonner.
- Højre fløj bestod af Army of the Tennessee, som var under ledelse af generalmajor Oliver O. Howard og bestod af to korps:
  - 15. Korps under ledelse af generalmajor Peter J. Osterhaus, bestående af divisionerne under brigadegeneralerne Charles R. Woods, William B. Hazen, John E. Smith og John M. Corse.
  - 17. Korps under ledelse af generalmajor Frank Blair, Jr., bestående af divisionerne under generalmajor Joseph A. Mower og brigadegeneralerne Mortimer D. Leggett og Giles A. Smith.
- Venstre fløj bestod af Army of Georgia, som var under ledelse af generalmajor Henry W. Slocum og også bestod af to korps:
  - 14. Korps under ledelse af brigadegeneral Jefferson C. Davis, bestående af divisionerne under brigadegeneralerne William P. Carlin, James D. Morgan og Absalom Baird.
  - 20. Korps under ledelse af brigadegeneral Alpheus S. Williams, bestående af divisionerne under brigadegeneralerne Nathaniel J. Jackson, John W. Geary og William T. Ward.
- En kavaleridivision under brigadegeneral Hugh Judson Kilpatrick opererede som støtte for de to fløje.

Den konfødererede modstand fra generalløjtnant William J. Hardees militærområde South Carolina, Georgia og Florida var beskeden. Hood havde taget hovedparten af styrkerne i Georgia med sig på sit felttog til Tennessee. Der var ca. 13.000 mand tilbage ved Lovejoy's Station, syd for Atlanta. Generalmajor Gustavus W. Smiths milits fra Georgia havde omkring 3.050 soldater, hvoraf nogle var drenge og ældre mænd. Kavalerikorpset under generalmajor Joseph Wheeler, forstærket med en brigade under brigadegeneral William H. Jackson bestod af ca. 10.000 ryttere. I løbet af kampagnen indsatte det konfødererede krigsministerium yderligere mænd fra Florida og Carolinaerne, men de var aldrig i stand til at forøge deres effektive styrke til over 13.000.

## Marchen
Den 500 km lange march begyndte den 15. november. I sine memoirer skildrede Sherman, hvordan han brød op kl. 7 om morgenen den følgende dag:
| „ | ... Vi red ud af Atlanta ad Decatur vejen, der var fyldt med marcherende tropper og vogne fra 14. Korps, og da vi nåede bakken lige udenfor de gamle rebelstillinger, holdt vi naturligvis en pause og så tilbage på stedet, hvor vi tidligere havde været i slag. Vi stod på stedet, hvor McPherson faldt. Bag os lå Atlanta, rygende og i ruiner. Den sorte røg steg op i og hang som et tæppe over den ødelagte by. Borte i det fjerne på McDonough vejen sås det bagerste af Howards kolonne, kanonløbene glinsede i solen, de hvidklædte vogne strakte sig mod syd, og lige foran os var 14. korps, som marcherede støt og hurtigt med smil på læben og sving i støvlerne, som gjorde de tusinde miles, som lå mellem os og Richmond til en let sag. Et orkester begyndte tilfældigvis at spille sangen om "John Browns sjæl, der marcherer videre", mændene begyndte at synge med, og aldrig før eller siden har jeg hørt omkvædet "Glory, glory, hallelujah!" sunget med større følelse eller i bedre harmoni med tid og sted. | “ |
|   | — William T. Sherman , Memoirs of General W.T. Sherman, kap. 21 |   |

Shermans personlige eskorte på marchen bestod af 1. Alabama kavaleri regiment, en enhed som udelukkende bestod af folk fra Syden, som var forblevet loyale overfor Unionen.
De to fløje i hæren forsøgte at forvirre og snyde fjenden med hensyn til, hvor de var på vej hen. De konfødererede kunne ikke ud fra de første manøvrer gætte, om Sherman ville marchere mod Macon, Augusta eller Savannah. Howards fløj, som blev anført af Kilpatricks kavaleri, marcherede sydpå langs jernbanen til Lovejoy's Station, hvilket fik forsvarerne der til at trække sig kæmpende tilbage til Macon. Kavaleriet erobrede to konfødererede kanoner ved Lovejoy's Station, og derpå yderligere to og 50 fanger ved Bear Creek Station. Howards infanteri marcherede gennem Jonesboro til Gordon, sydvest for statens hovedstad, Milledgeville. Slocums fløj, ledsaget af Sherman, rykkede mod øst i retning af Augusta. De ødelagde broerne over Oconee River og drejede derpå sydpå.
Statens lovgivende forsamling opfordrede georgianerne til at "dø som frie mænd, frem for at lave som slaver" og flygtede fra hovedstaden. Hardee ankom fra sit hovedkvarter i Savannah og erkendte, at det var den by og ikke Macon, der var Shermans mål. Han gav ordre til, at det konfødererede kavaleri under Wheeler skulle genere unionshærens bagtrop og flanker, mens militsen under Smith hastede østpå for at beskytte byen ved havet. Den 23. november afholdt Shermans stab for spøg et møde i statens parlamentsbygning, stemte for sjov Georgia tilbage i Unionen og spillede kort.
Den første egentlige modstand kom Howards fløj ud for i slaget ved Griswoldville den 22. november. Wheelers kavaleri stødte sammen med Kilpatricks, dræbte tre og to atten til fange. Infanteribrigaden under Charles C. Walcutt ankom for at styrke forsvaret og Georgia militsen indledte adskillige timers dårligt koordinerede angreb, men trak sig til sidst tilbage med tab på 1.100, hvoraf ca. 600 var fanger, mod Unionens tab på 100.
Der fulgte adskillige mindre træfninger. Wheeler og nogle infanterister slog til mod bagtroppen ved Ball's Ferry den 24. og 25. november. Mens Howards blev forsinket ved Ball's Bluff, gik 1. Alabama kavaleri regiment (Shermans eskorte) til angreb på konfødererede forposter. I løbet af natten byggede Unionens ingeniørtropper en bro 3 km fra bakkerne over Oconee-floden, og 200 soldater krydsede for at ramme den konføderede stilling i siden. Den 25. og 26. november slog Wheeler til mod Slocums fortrop ved Sandersville. Kilpatrick fik ordre til at demonstrere mod Augusta, slap forbi den forsvarslinje, som Wheeler havde opstillet ved Brier Creek, men om natten den 26. november angreb og fordrev Wheller 8. Indiana og 2. Kentucky kavaleriregiment fra deres lejr ved Sylvan Grove. Kilpatrick opgav planen om at ødelægge jernbanebroen og erfarede også, at krigsfangerne var blevet flyttet fra Camp Lawton, så han vendte tilbage til hæren ved Louisville. I slaget ved Buck Head Creek den 28. november, blev Kilpatrick overrumplet og nær taget til fange, men 5. Ohio kavaleriregiment stoppede Wheelers fremstød, og han blev efterfølgende afgørende stoppet af Unionens barrikader på Reynolds plantage. Den 4. december slog Kilpatricks kavaleri Wheeler på flugt i Slaget ved Waynesboro.
Flere unionstropper sluttede sig til felttoget fra en uventet kant. Generalmajor John G. Foster sendte 5.500 mand og 10 kanoner under brigadegeneral John P. Hatch fra Hilton Head i håb om at lette Shermans ankomst ved Savannah ved at sikre Charleston and Savannah Railroad. I Slaget ved Honey Hill den 30. november udkæmpede Hatch et energisk slag mod G.W. Smiths 1.400 militsmænd fra Georgia, 5 km syd for Grahamville Station, South Carolina. Smiths milits afslog unionstroppernes angreb, og Hatch trak sig tilbage efter at have lidt tab på omkring 650 mod Smiths 50.
Shermans hære nåede udkanten af Savannah den 10. december, men opdagede, at Hardee havde 10.000 mand forskanset i gode stillinger, og hans soldater havde oversvømmet de omkringliggende rismarker, så der kun var smalle dæmningsveje ind til byen. Sherman kunne ikke skabe forbindelse til U.S. Navy som planlagt, så han sendte kavaleri til Fort McAllister, som bevogtede Ogeechee-floden i håb om at fjerne blokeringen fra hans rute og få de forsyninger, der ventede på ham på flådens skibe. Den 13. december stormede William B. Hazens division fra Howards armé fortet i Slaget ved Fort McAllister og erobrede det i løbet af et kvarter. Nogle af unionshærens tab på 134 skyldtes torpedoer, hvilket var datidens navn for primitive landminer, som kun sjældent kom til anvendelse i løbet af krigen.
Da Sherman nu havde fået forbindelse til flådeeskadren under kontreadmiral John A. Dahlgren, kunne han få de forsyninger og det belejringsskyts, som han havde brug for for at belejre Savannah. Den 17. december sendte han en besked til Hardee inde i byen:
| „ | Jeg har allerede modtaget kanoner, som kan sende tunge og ødelæggende granater ind til midten af Deres by. Jeg har også i nogle dage haft kontrol med enhver vej, hvorad indbyggere og garnison i Savannah kan forsynes, og jeg har derfor grund til at kræve overgivelse af byen Savannah og dens tilhørende forter, og vil afvente Deres svar indenfor en rimelig frist, inden jeg indleder beskydning med det tunge skyts. Hvis forslaget har deres interesse, er jeg villig til at tilbyde gode vilkår til indbyggere og garnison, men hvis jeg bliver tvunget til at angribe eller gennemføre den langsommere og mere sikre udsultning af byen, vil jeg mene at være berettiget til at bruge hårde metoder og vil ikke gøre meget for at lægge begrænsninger på min hær mht afbrænding for at hævne den nationale uret, som soldaterne forbinder med Savannah og andre store byer, som har ført an i at trække vort land ud i borgerkrig. | “ |
|   | — William T. Sherman , Meddelelse til William J. Hardee, 17. december 1864, nedskrevet i hans erindringer |   |

Hardee besluttede sig for ikke at overgive sig, men at undslippe. Den 20. december førte han sine mænd over Savannahfloden på en hurtigt opført pontonbro af ristæpper. Næste morgen red borgmesteren i Savannah R. D. Arnold ud for formelt at overgive byen til gengæld for et løfte fra general Geary om at beskytte byens borgere og deres ejendom. Shermans mænd, anført af Gearys division i 20. korps besatte byen samme dag.

## Efterspil
Sherman telegraferede til præsident Lincoln, "Jeg har den ære at give dem som julegave byen Savannah med 150 kanoner og rigelig ammunition samt omkring 25.000 baller bomuld", Den 26. december svarede præsidenten i et brev:
| „ | Mange, mange tak for Deres julegave - erobringen af Savannah. Da De forlod Atlanta for at rykke til Atlanterhavskysten, var jeg spændt, hvis ikke bange, men følte, at De vidste bedst, og da jeg huskede på, at 'intet vovet, intet vundet' greb jeg ikke ind. Nu er kampagnen lykkedes, og æren tilfalder Dem fuldt ud, for jeg tror ikke, nogen af os gik længere end til at indvilge. Og taget med general Thomas' indsats i betragtning, hvad man bør, er det i høj grad en stor succes. Ikke alene giver det åbenlyse og umiddelbare militære fordele, men ved at vise verden, at Deres hær kunne deles, og den største del indsættes i en vigtig ny opgave, mens resten var tilstrækkelig til at nedkæmpe den gamle fjendtlige styrke i form af Hoods armé, lod de, som sad i mørke, se et stort lys. Men hvad så nu? Jeg formoder, at det er bedst, hvis jeg overlader det til general Grant og Dem selv at beslutte. Vær venlig at overbringe mine taknemmelige hilsener til hele Deres hær - officerer og menige. | “ |

Fra Savannah marcherede Sherman nordpå i foråret gennem South og North Carolina med det mål at afslutte sin omgående bevægelse og forene sine hære med Grants mod Robert E. Lee. Efter et vellykket to måneders felttog overgav general Joseph E. Johnston sine styrker til Sherman i North Carolina den 26. april 1865.
| „ | Vi kæmper ikke kun mod hære, men mod et fjendtlige folk, og må lade gammel og ung, rig og fattig, føle krigens hårde hånd, ligesom deres organiserede hære. Jeg ved, at mit nylige felttog gennem Georgia har haft en vidunderlig effekt i denne retning. Tusinder, som var blevet narret af deres løgnagtige aviser til at tro, at vi led nederlag hele tiden erkendte sandheden og har ingen lyst til at gentage oplevelsen. | “ |
|   | — , Brev fra Sherman til Henry W. Halleck, 24. december 1864, OR, Series I, Vol. XLIV, Part 1, p. 798 |   |

Shermans anvendelse af Den brændte jords taktik har altid været særdeles kontroversiel, og Shermans erindringer har længe været lagt for had af sydstatsfolk. Slaver – hvoraf mange forlod deres plantager for at følge hans hære – bød ham velkommen som en befrier. Omkring 10.000 slaver flygtede fra deres plantager for at følge Shermans hær, og hundreder døde af sult og kulde undervejs.
Shermans march mod havet var ødelæggende for Georgia og Konføderationen. Sherman selv vurderede, at felttoget havde forårsaget ødelæggelser for $100 mio. hvoraf en femtedel "vendte sig til vor fordel" mens "resten var tab og ødelæggelse." Hæren ødelagde 500 km jernbane og adskillige broer og kilometervis af telegraflinjer. Den tog 5.000 heste, 4.000 muldyr og 13.000 stykker kvæg. Den konfiskerede 4.300 tons korn og 4.750 tons foder og ødelagde et ukendt antal bomuldsegreneringsmaskiner og møller. Militærhistorikerne Herman Hattaway og Archer Jones omtalte de betydelige skader på jernbaner og sydstaternes infrastrukture under felttoget og fastslog, at "Shermans felttog opnåede at slå Konføderationens krigsindsats i stykker." David J. Eicher skrev, at "Sherman havde gennemført en imponerende opgave. Han havde trodset militære principper ved at operere langt inde i fjendens område og uden forsynings- og kommunikationslinjer. Han ødelagde en stor del af Sydens muligheder og lyst til at føre krig."

## Sang
Soldaterne sang mange sange under marchen, men det er en sang, der blev skrevet senere, der er kommet til at symbolisere felttoget: Marching Through Georgia, skrevet af Henry Clay Work i 1865. Sherman afskyede sangen, tildels fordi han aldrig glædede sig over en falden fjende, og til dels fordi den blev spillet ved enhver lejlighed, hvor han optrådte, men den var særdeles populær blandt soldater i krige i det 20. århundrede. Sangen undervurderer styrken i Shermans hær med 20 % i linjen "Sing it as we used to sing it, 50,000 strong."

## Eksterne kilder
- Harper's History: March to the sea
- New Georgia Encyclopedia artikel om felttoget Arkiveret 24. januar 2009 hos  Wayback Machine
- Clark, Frank Oliver, Artikel om Shermans march mod havet
- Billeder fra Shermans felttog Arkiveret 26. december 2008 hos  Wayback Machine, fra negativer taget i felten af Geo. N. Barnard, officiel fotograf for militærområdet Mississippi. Udgivet: New York, Press of Wynkoop & Hallenbeck, 1866. (søgbart optryk på University of Georgia Libraries; DjVu & layered PDF Arkiveret 20. april 2008 hos  Wayback Machine format)
- noder til "Sherman's March to the Sea" fra Project Gutenberg